# 5656 Oldfield
Az 5656 Oldfield (ideiglenes jelöléssel A920 TA) a Naprendszer kisbolygóövében található aszteroida. Walter Baade fedezte fel 1920. október 8-án.